# Edward D. Baker
Edward Dickinson Baker (1811. február 24. – 1861. október 21.) az Amerikai Egyesült Államok szenátora, ügyvéd és katonatiszt. 
Politikusként Illinois állam képviselője volt a Képviselőházban, majd Oregon állam szenátora. Ismert költő és szónok volt. Hosszú időn át barátja volt Abraham Lincoln elnöknek, és a mexikói–amerikai háborúban, illetve az amerikai polgárháborúban Baker a hadsereg tisztjeként ezredesi rangfokozatot ért el. Dandártábornoki és vezérőrnagyi előléptetéseit a szenátus Összeférhetetlenségi klauzulára hivatkozva nem ismerte el. A Ball’s Bluff-i ütközetben esett el az Uniós katonákat irányítva, s ezzel az egyetlen hivatalban levő szenátor, aki valaha elesett egy háborúban.

## Ifjúsága és iskolái

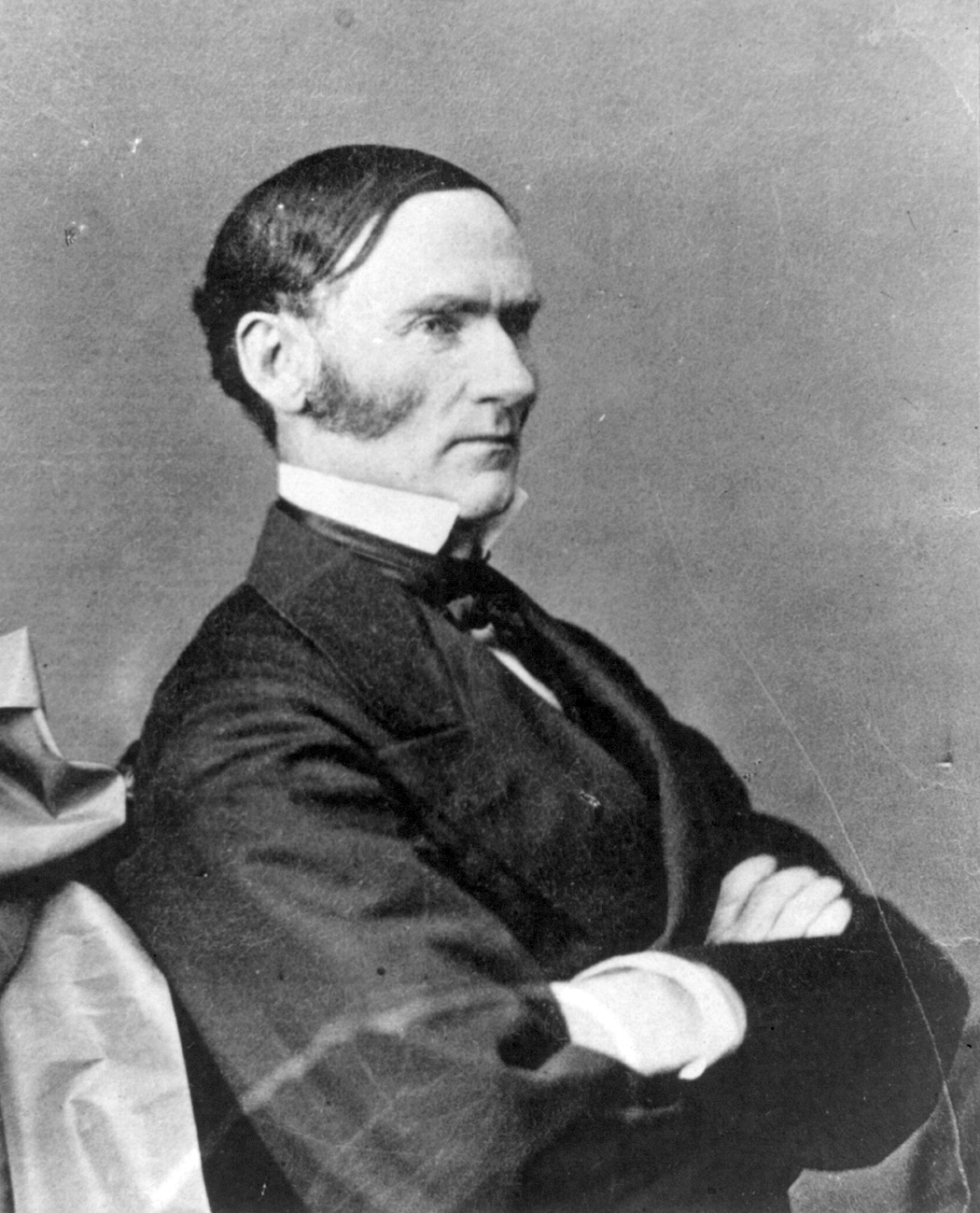
Edward Baker 1850-ben mint az Egyesült Államok képviselője.

1811-ben Londonban született meg Edward Baker iskolai tanító és Lucy Dickinson Baker szegény, de iskolázott kvékerek fia. 1813-ban megszületett öccse, Alfred. A kis Edward és családja 1816-ban emigrált az Egyesült Államokba. A pennsylvaniai Philadelphiában telepedtek le, ahol Edward apja iskolát alapított. Ned apja iskolájába járt, mielőtt inas lett a szövőgépeket működtető gyárban. 1825-ban a család otthagyta Philadelphiát és az indianai New Harmony városába utazott, egy utopista közösséghez, melyet az Ohio folyó mentén alapította meg Robert Owen és amely a kommunitárius ideáit követte.
1826-ban innen is továbbálltak és az Illinois territóriumon levő Belleville-be mentek, St. Louis közelébe. Baker és apja vettek egy lovat és egy kocsit és fuvarosként dolgoztak St. Louis környékén. Baker találkozott Ninian Edwards illinois-i kormányzóval, aki megengedte Nednek, hogy a jogi könyvgyűjteményét olvassa. Ez lényegében megfelelt a korabeli jogoktatás gyakorlatának. Később Carrolltonba költöztek, ahol Ned jogi pályára lépett 1830-ban.

## Házassága
1831. április 27-én Baker összeházasodott Mary Ann Fausttal; akitől négy gyermeke született: Lucy (1833–1914), Alfred Worthington (1833/34–1898), Caroline (1834–1902), és Edward Dickinson Jr. (1838–1883). Mary Ann előző férje, Samuel Lee Jr. 1829-ben halt meg és két leánya maradt után, Amelia és Mary Louise. Amelia négyéves korában, 1832-ben meghalt. Volt férje egy nagy, de befejezetlen házat hagyott rá és gyermekeire. Edward szintén katonai pályára lépett és a lovasság kötelékében apjához hasonlóan részt vett a polgárháborúban. Alfred apjához hasonlóan intelligens volt és orvosi pályára lépett, mint névadója, aki apja egyik orvosbarátja volt.

## Ügyvédként Illinois-ban
Röviddel az esküvő után Baker a Krisztus Egyházai gyülekezet tagja lett és részidőben prédikált náluk, mely hozzájárult hogy ortárori gyakorlatához és elismertségéhez, mely később híressé tette. Egy évvel később Baker részt vett a Black Hawk háborúban, de harcba nem kellett bocsátkoznia. 1835 körül megismerkedett Abraham Lincolnnal és hamarosan felcsapott politikusnak, s 1837. július 1-jén megválasztották az Illinois állami törvényhozás képviselőjének. 1840-től 1844-ig az állami törvényhozás szenátusának tagja volt. 1844-ben Sprinfieldben az országos képviselő-választáson Lincoln fölé kerekedett és megszerezte a 7. választókerület mandátumát a Whig párt számára. Lincolnnal barátságot kötöttek, mely hihetővé teszi azt az állítást, hogy Baker keresztelte meg. Ezt azonban a Restaurációs mozgalom későbbi vezetői, akikkel a korai Krisztus Egyházai mozgalom szoros közösséget alkotott, tagadták.
1844 szeptemberében különös rátermettségről tett tanúbizonyságot Joseph Smith, a mormon egyház alapítójának meggyilkolása utáni csődület előtt a nauvoo-i börtön előtt. A helyi milícia ezredeseként Bakert a Carthage-ben lincselést elkövető csoport üldözésére küldték. Az üldözöttek Illinois államból a Mississippi túlodalára, Missouriba menekültek. Baker a többiekre való várakozás helyett maga is átkelt és sikeresen letartóztatta a törvényszegőket.
1845. március 4-től 1846. december 24-ig Baker kongresszusi képviselő volt; lemondását a képviselői mandátuma és a hadseregben betöltött pozíciója összeférhetetlensége utáni vitában nyújtotta be. A vita az Alkotmány első cikkének 6. bekezdéséből fakadt, az úgynevezett Összeférhetetlenségi klauzulából, mely megtiltotta, hogy „az Egyesült Államok bármely tisztje” a kongresszus bármely házában szolgáljon. Közeli barátok maradtak Lincolnnal, aki egyik fiát Edward Baker Lincolnnak nevezte el az ő tiszteletére, és akit barátilag Eddie-nek becézett. Lincoln és Baker gyakran vetélkedett a Fivesnak nevezett kézilabdajátékban.
Mexikói–amerikai háború folyamán Baker röviden távozott a politikából és 1846. július 4-én ezredesi rangban belépett a 4. illinois-i önkéntes ezredbe. Részt vett Vera Cruz ostromában, majd a Cerro Gordó-i ütközetben ezredét James Shields tábornok illinois-i dandárja alá sorolták, melynek David E. Twiggs volt a hadosztályparancsnoka. Shields súlyos sebesülést szerzett a harcban, s ekkor Baker nyert irányítást a dandár fölött, melyet bátran egy elsáncolt tüzérségi üteg ellen vezetett. A roham végén elfoglalta az ágyúkat. Winfield Scott tábornok később megjegyezte, „a dandár vezetését Shields tábornok, illetve kiesése után Baker ezredes olyan bátorsággal látta el, hogy nagy dicséretet érdemel ki magaviseletéért és sikeréért”. Cerro Gordo után nem sokkal az ezred kitöltötte önkéntes hadseregben jelentkezés idejét és az emberek visszatértek New Orleansba, ahol 1847. május 15-én elbocsátották őket. Május 29-én jómaga is leszerelt, hazatért és 1848-ban újra Springfieldben telepedett le, de aztán mivel Lincoln ellen kellett volna indulni a kongresszusi választáson, Galenába költözött. Ebben a választókörzetben nyert a Whig párt színeiben mandátumot a 31. kongresszusba, 1849. március 4-től 1851. március 4-ig. 1850-ben nem jelöltette magát újrázásra.
1850 júliusában javasolta a Panama Railroad Company társaságának, hogy embereket toboroz az épülő vasútvonalhoz. Baker vállalta, hogy kifizeti az útiköltségüket St. Louistól Panamáig és a társaság, pedig visszaküldi majd a munkásokat San Francisco érintésével 1851. május 1-től. Jómaga is leutazott Panamába, ahol trópusi betegséget szerzett és egészsége megrendülésével vissza kellett térnie az Egyesült Államokba.

## A kaliforniai politikában

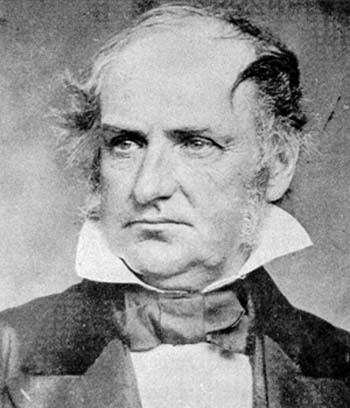
Edward Dickinson Baker

Miután Zachary Taylor kabinetjében nem jutott miniszteri tárcához, 1852-ben Baker San Franciscóba települt és sikeres jogi tevékenységet látott el, annak ellenére, hogy páran megrótták üzleti tevékenységének hanyag ellátásáért, illetve a részletek elhanyagolásáért. Ez a hibája már korábban, törvényhozói minőségében is jellemezte, többen azt állították róla, hogy az aprómunka nem tudta lekötni. Baker megismerkedett a nála tizenhat évvel fiatalabb, jómódú philadelphiai családból származó Isaac J. Wistarrel. Kettesben működtették a Jackson és a Montgomery utca sarkán álló irodájukat. Wistar szerint Baker nem szeretett feljegyzésekkel bajlódni, hanem memóriájára és a kalapja széle alá tűzve hordott papírkötegre hagyatkozott. Utált a büntetőügyekre felkészülni, sokkal hatásosabbnak tartotta az esküdtekkel való spontán eszmecserét. Baker tisztességes jövedelmet húzott, de a pénzt pont olyan gyorsan költötte el, mint ahogy megkapta és párszor kártyaadósságba verte magát.
Kalifornia 1850-ben mint szabad állam csatlakozott az Egyesült Államokhoz, de az 50-es évek második felében a rabszolgatartás kérdésében megbomlott az egyetértés. Baker az unionista álláspont egyik vezetője lett. 1855-ben Whigként indult a Free Soil Párt listáján a szenátusi választáson de a Whig párt időközbeni összeomlása miatt vesztett. Körülbelül ekkortájt vette magára a Szürke Sas irodalmi nevet John Neal egy költeménye után, mellyel kopaszodó fején növő ősz hajára utalt. Baker 1855-ben olyan megrögzött bűnözők büntetőügyébe keveredett, amely saját jogi irodáját fenyegette és tönkretette politikai jövőjét Kaliforniában. Elfogadta Belle Cora, egy közismert kerítőnőjének megbízását, aki felfogadta Bakert férje, Charles Cora ügyvédjének. Cora széles körben ismert szerencsejátékos volt és egy marsall meggyilkolásával vádolták. A feleség meseszerű összeget, 15000 dollárt fizetett Bakernek. Az esküdtszék nem tudott döntést hozni és ezután a koronatanú megvesztegetését sejtő lincselők elfogták Corát és kivégezték. Az élmény Bakert arra sarkallta, hogy a Law and Order Pártban (Törvény és Rend) fejtsen ki aktivitást, amely ellenezte a san franciscói önbíráskodást. Mikor a Cora ellen mozgósított háromezres tömeg mögött álló szervezet kritizálni kezdte tevékenységét, Baker elhagyta a várost és átmenetileg Sacramentóban telepedett le.

## Az oregoni politikában
1859-ben, miután a Képviselőházban nem tudott magának mandátumot kiharcolni, elhagyta Kaliforniát és észak felé vette útját. Oregon speciális vonzerővel bírt illinois-i földijei számára, akik közül párat ismert Springfieldből. Először 1857-ben kerül közelebbi kapcsolatba az oregoni politikával. Dr. Anson Henry, springfieldi barátja Oregonba költözött és arról beszélt, hogy ott szenátusi helyet tudna nyerni magának. 1859. február 14-én az államiság elnyerése után több oregoni politikus kérte, hogy Baker induljon a szenátori megméretésen és legyen ellensúlya a demokratákat erősítő politikusoknak.
1860 februárjának végére a Baker család Salembe költözött egy házba, mely ma a Willamette University kampusza. Baker ügyvédi irodát nyitott és kampányolni kezdett a Republikánus pártnak az államban. Július 4-én Salemben elismerte a szecessziós hullámokat és jelezte készségét, hogy akár meg is hal országáért: „Ha számomra az tartogattatik, hogy a belső támadástól megvédendő hitvány életemet áldozzam hazám oltárán, akkor ma itt kijelentem, hogy ennél nagyobb kitüntetést soha nem érhetnék el, mint hogy életem napja a szabadság temploma mögé bukik és a nemzet nagyságának jelképét, a csillagos-sávos lobogót, mely oly büszkén lobog előttünk, megszenteli szívem legforróbb vérével.”
1860 szeptemberében az oregoni képviselőház két embert választott szenátorának. Baker számára 26 voks volt a minimum megkívánt szavazatmennyiség, de ezt megakadályozandó hat rabszolgatartást helyeslő szenátor közösen egy istállóba bújt. A szavazástól távol maradni kívánókat megtalálták és visszavitték. A politikusok végül olyan kompromisszumot kötöttek, hogy Oregonban október 7-én megválasztották James W. Nesmith, Douglas-féle demokratát és Bakert. Douglas demokratái támogatták Bakert őszintesége és a helyi politikai népszerűség elsőbbségét elismerő politikája miatt.

## Az Egyesült Államok szenátora

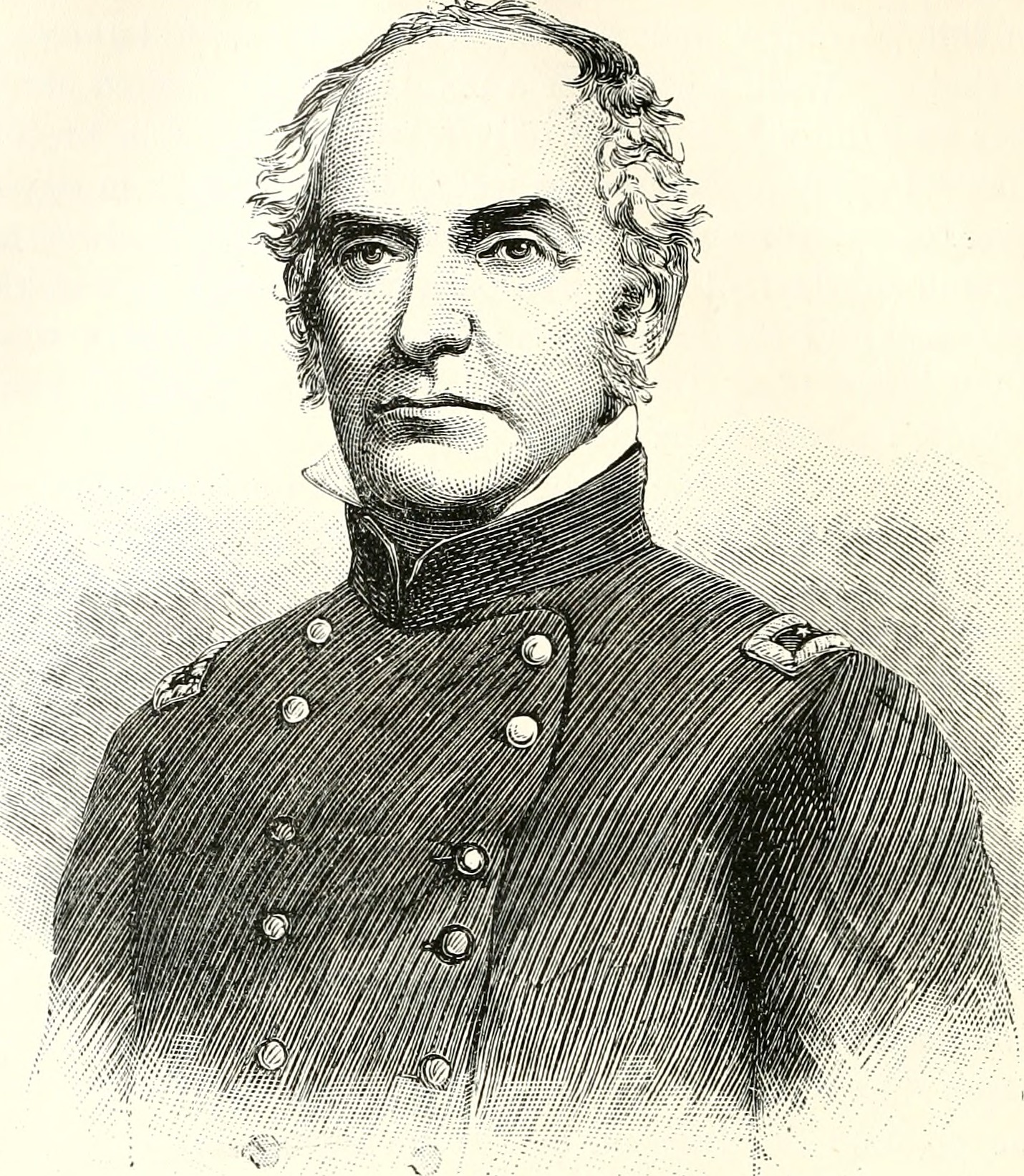
Baker az amerikani polgárháborúban.

Baker 1860. december 5-én foglalta el székét. Oregoni szenátortársa, Joseph Lane olyan mértékben utálta, hogy megtagadta azt a szokást követni, hogy bemutassa a Szenátusnak. Helyette Milton Latham kaliforniai demokrata szenátor tette ezt meg.
1860. december 31-én Judah P. Benjamin louisianai szenátor mondta el beszédét, amelyben amellett érvet, hogy a déli államoknak joga van az alkotmány szerint kiválni, és hogy hamarosan más államok fogják követni Dél-Karolinát, mely elsőként tette ezt meg, december 20-án. Baker másnap három órás beszédben utasította el Benjamin érveit. Elismerte, hogy nem akar a rabszolgatartók dolgába avatkozni olyan államokban, ahol a rabszolgatartás legális, de ellenezte a szecessziót és a rabszolgaság új területekre való kiterjesztését. 1861 márciusában jelezte hajlandóságát, hogy kompromisszumot kössön néhány olyan kérdésben, amely az ország feldarabolását megakadályozta volna.

### Lincoln beiktatása
Abraham Lincolnt 1861. március 4-én iktatták be elnöki hivatalába. Baker és James A. Pearce marylandi szenátor együtt utazott vele az elnoki kocsin a Fehér háztól a Capitoliumig. Pearce és Baker hátrafelé ültek, James Buchanan távozó elnök és Lincoln menetiránynak megfelelően. A lovaskíséret élén lovagolt Charles P. Stone ezredes, aki később a Ball's Bluff-i ütközetben Baker közvetlen parancsnoka volt. Stone karrierje éppen felfelé ívelt, és jelen pillanatban Washington biztonságáért volt felelős a beiktatásnál. Stone megsarkantyúzta lovát, hogy az izgatottságukban felágaskodó lovak jobban eltakarják a kocsiban utazókat. Baker ezekkel a szavakkal mutatta be Lincolnt a Capitoliumban összegyűlő hallgatóságnak: "Polgártársaim, bemutatom Önöknek Abraham Lincolnt, az Egyesült Államok elnökét."
Lincoln nem adott miniszteri tárcát Bakernek a kabinetjében, mert szenátusi támogatása olyan kritikus volt. Ha Baker lemond szenátusi mandátumáról, akkor Oregon rabszolgatartással egyetértő Demokrata párti kormányzója John Whiteaker egy hasonló nézetű demokratát nevez ki a helyére.
Mikor április közepén, Fort Sumter ostroma után Lincoln kibocsátotta felhívását, hogy 75 000 önkéntes siessen a főváros elestének megakadályozására, Baker a polgárháború elején ezredet szervezett New York-i és philadelphiai katonákból. 1861. május 17-én dandártábornoki beosztást kapott, de elutasította azt és inkább ezredesként szolgált a 71. pennsylvaniai önkéntes ezredben. Később aztán az önkéntes hadsereg vezérőrnagyává is kinevezték, de működése elég rövidre szabott volt. 1861. október 21-én a Ball's Bluff-i ütközetben, Virginiában megölték. Tetemét visszaküldték Kaliforniába és a San Francisco National Cemeteryben hantolták el.

## A polgárháborúban

### Rangproblémák

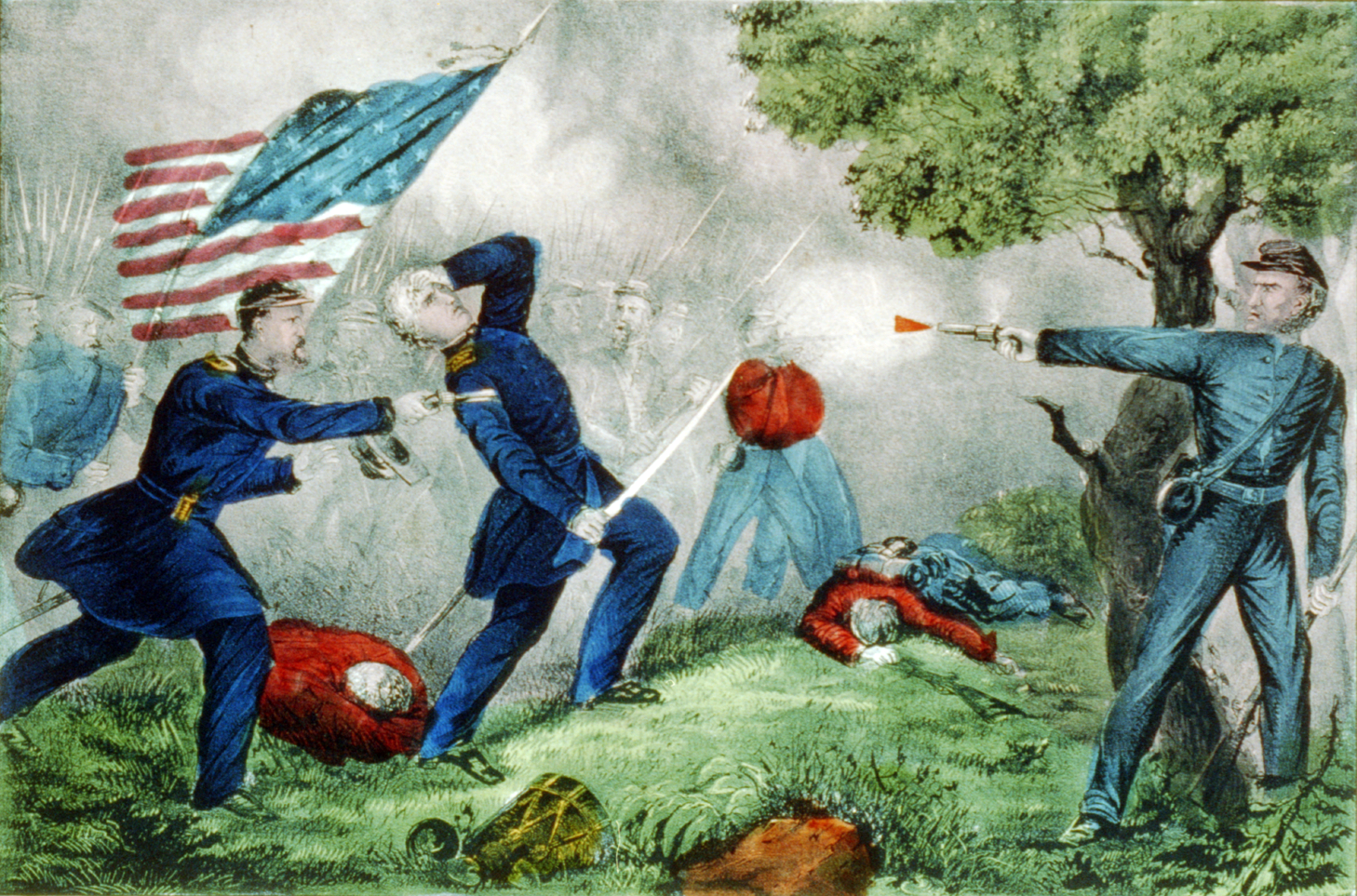
Edward D. Baker halála a Ball’s Bluff-i ütközetben 1861. október 21-én.

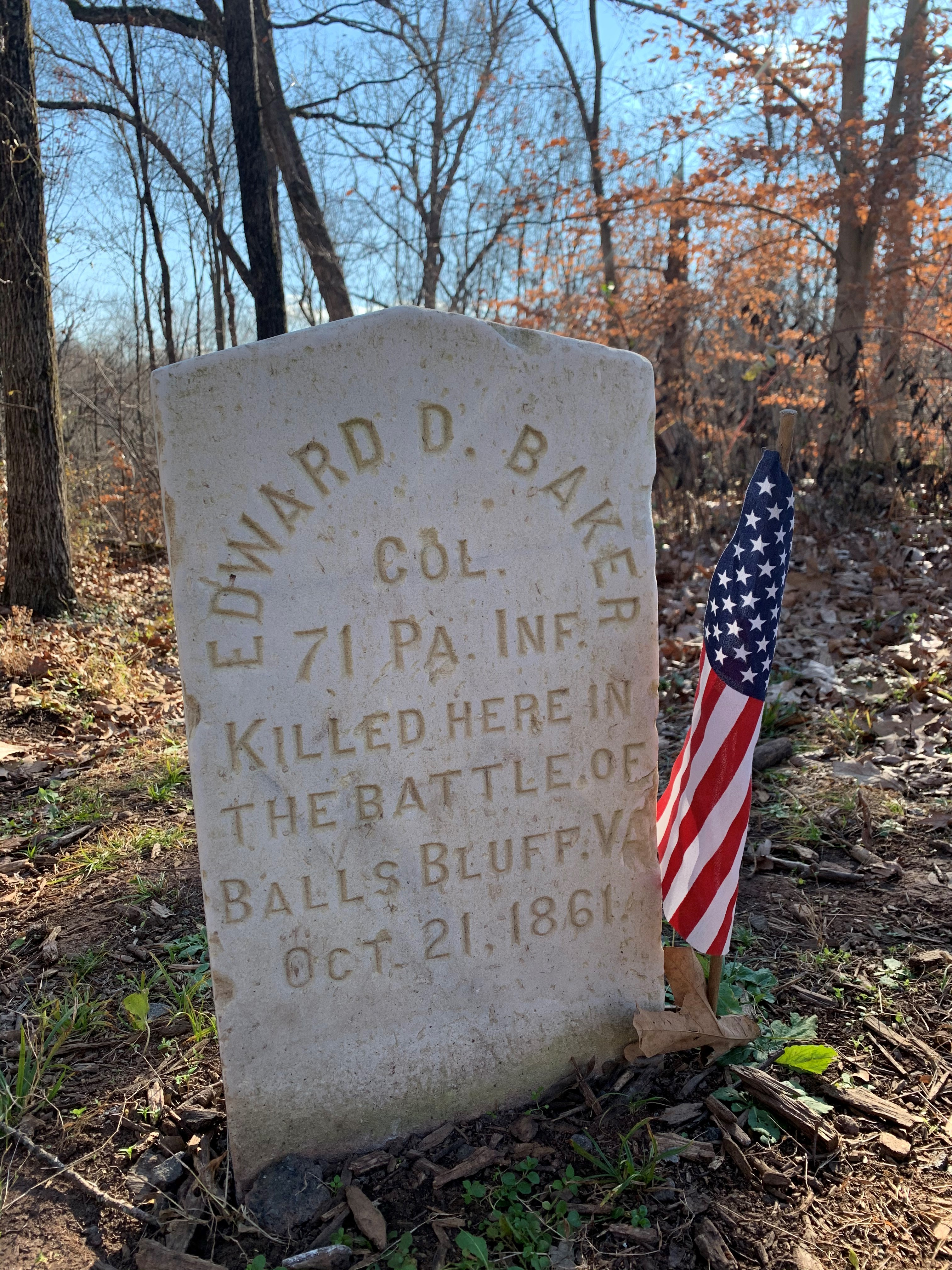
Edward D. Baker halálának helyén állított emléktábla.

1861. április 12-én, Fort Sumter lövetése után kitört a polgárháború. Három nappal később Lincoln 75 000 önkéntes hadba vonulását kérte, mely az északi államokban már készen állt a milíciákban. Baker New York Citybe utazott, ahol április 19-én 100 000 ember előtt szónokolt a Union Square terén. Nyíltan fogalmazott: „A békítgetés ideje lejárt; most csatára készülünk fel és az ország minden embertől elvárja, hogy teljesítse kötelességét.” Megerősítette, hogy saját maga is kész fegyvert ragadni. „Ha a gondviselés is úgy akarja, ez a gyengülő kéz kihúzza soha becstelenséget nem szenvedett kardját, de nem azért, hogy idegen honban hadakozva a szerencséjét keresse, hanem hogy otthon, a saját honában, saját törvényéért, saját kormányáért, saját alkotmányáért, saját jogán, saját szabadságáért, emberségből küzdjön.” Másnap 200 kaliforniaival találkozott, akik ezredet szerettek volna létrehozni, hogy a nyugati part támogatását szimbolizálják. Május 8-án Baker engedélyt kapott Simon Cameron hadügyminisztertől, hogy megalakítsa a Kalifornia ezredet és ezredesi rangban maga legyen a parancsnoka.
Baker táviratozott Isaac J. Wistarnak, san franciscói jogászcége társtulajdonosának, aki ekkor Philadelphiában volt és kérte, hogy segítsen megszervezni az ezredet. Amikor Wistar a betöltendő rangjáról érdeklődött, Baker így felelt: „Jelenleg nem tudok katonai rangot betölteni a szenátusi székem folytán. De Ön ismeri viszonyomat Lincolnnal és ha ezt megteszi, biztosíthatom, hogy hat hónapon belül vezérőrnagy leszek és Ön pedig dandártábornoki beosztást nyer az irányításom alatt.” Baker június 11-én írt Lincolnnak, parancsnokságot kérve magának, mely „nem tenne másodhegedűsség mindenkivel szemben.” Erőfeszítései kifizetődtek; július 31-én Lincoln elküldte a szenátusnak azon emberek nevét, akiket kinevezésre érdemesnek tartott dandártábornoki rangra. A listán Ulysses S. Grant és Charles Stone neve mellett Edward Baker is ott állt.
Baker megjósolta, hogy a szenátus a rangot megtagadná, mivel a jogilag ingoványos talajon áll. De azt is mondta, hogy elégedett, hogy a kormány engedélyezi neki ezredesi rangjának megtartását, mivel ez „kielégítő katonai aspirációmra nézve”. Ez azt jelzi, hogy szerinte ezredesként megmaradhatott szenátornak. 1861. augusztus 31-én azt írta Lincolnnak, hogy elutasítja a dandártábornoki kinevezést, és idézte az Összeférhetetlenségi klauzulát, mely egyben az is jelentette, hogy a kormányzat engedélyével lehetett ezredes. A zavart tovább fokozza, hogy a hadügyminisztérium szeptember 21-én értesítette Bakert, hogy Lincoln vezérőrnaggyá léptette elő. Az úgynevezett Hivatalos feljegyzések alapján készült polgárháborús tábornokok listája azt mutatja, hogy Baker vezérőrnagyi rangot kapott. Ezzel szemben a szenátus erről nem vesz tudomást és csak ezredesként tartja számon.

### Ball's Bluff
Stone hadosztályában kapott dandárparancsnoki beosztást, és a Potomac folyó felső folyásának gázlóit őrizte Washington D.C.-től északkeletre. Augusztusban részt vett egy vacsorán George Wilkes újságíróval, melyen Baker megjósolta, hogy a háború csatájában fog meghalni: „Biztos vagyok benne, hogy nem fogom túlélni ezt a háborút, és amennyiben csapataim hajlandóak küzdeni, én az első összecsapásban elesem. Mexikói részvételem reputációja miatt nem engedhetem meg az Egyesült Államok szenátoraként, hogy ne arccal az ellenségnek fogadjam őket.” Október 20-án Baker meglátogatta a Fehér Házban régi barátját. Lincoln egy fa alatt üldögélt a pázsit északkeleti sarkában, míg Baker a földön hevert, kezeivel a feje alatt. Willie Lincoln a közelben játszott a levelekkel, míg a felnőttek társalogtak. Baker felvette Willie-t és puszit adott neki, míg az elnök kezét búcsúzáskor megrázta. Mary Lincoln szokásos fura gesztusaival virágcsokrot ajándékozott neki, melyet Baker hálásan elfogadott és azt mondta: "Nagyon gyönyörű. Ezek a virágok az emlékemmel együtt fognak elhervadni."
Másnap egy őrizetlen konföderációs táborról szóló hibás jelentés miatt Charles P. Stone dandártábornok elrendelt egy felderítést Ball's Bluff környékén, amely az ellenséggel való összecsapásban kulminált. Baker erősítést vitt az uniós csapatoknak, de nem törődött vele, hogy elégséges mennyiségű csónakkal keljenek át a csapatok. Ez késést okozott és lehetetlenné tette a vesztes összecsapásból való visszavonulást. Délután négy óra körül Bakert egy sortűz terítette le és azonnal meghalt, mivel fejét és szívét egyaránt átjárták a golyók. Wistar azt mondta, hogy közvetlenül ezelőtt volt egy rövid megbeszélésük, ahol Baker azt mondta „Az embereivel együtt meghaló tisztet soha nem ítélik el gorombán.” Lincoln elnök éppen George B. McClellan vezénylő tábornok főhadiszállásán volt azon az estén, mikor Baker halálának híre megérkezett. Charles C. Coffin, a Boston Journal újságírója látta, hogy Lincoln zokogni kezd, mikor megtudta, hogy Baker halott: "Beesett arcán lehajtott fejjel folytak végig könnyei, sápadtan és szín nélkül, szívében tomboltak az érzelmek és majdnem kiesett, mikor az útra lelépett."

## Temetése

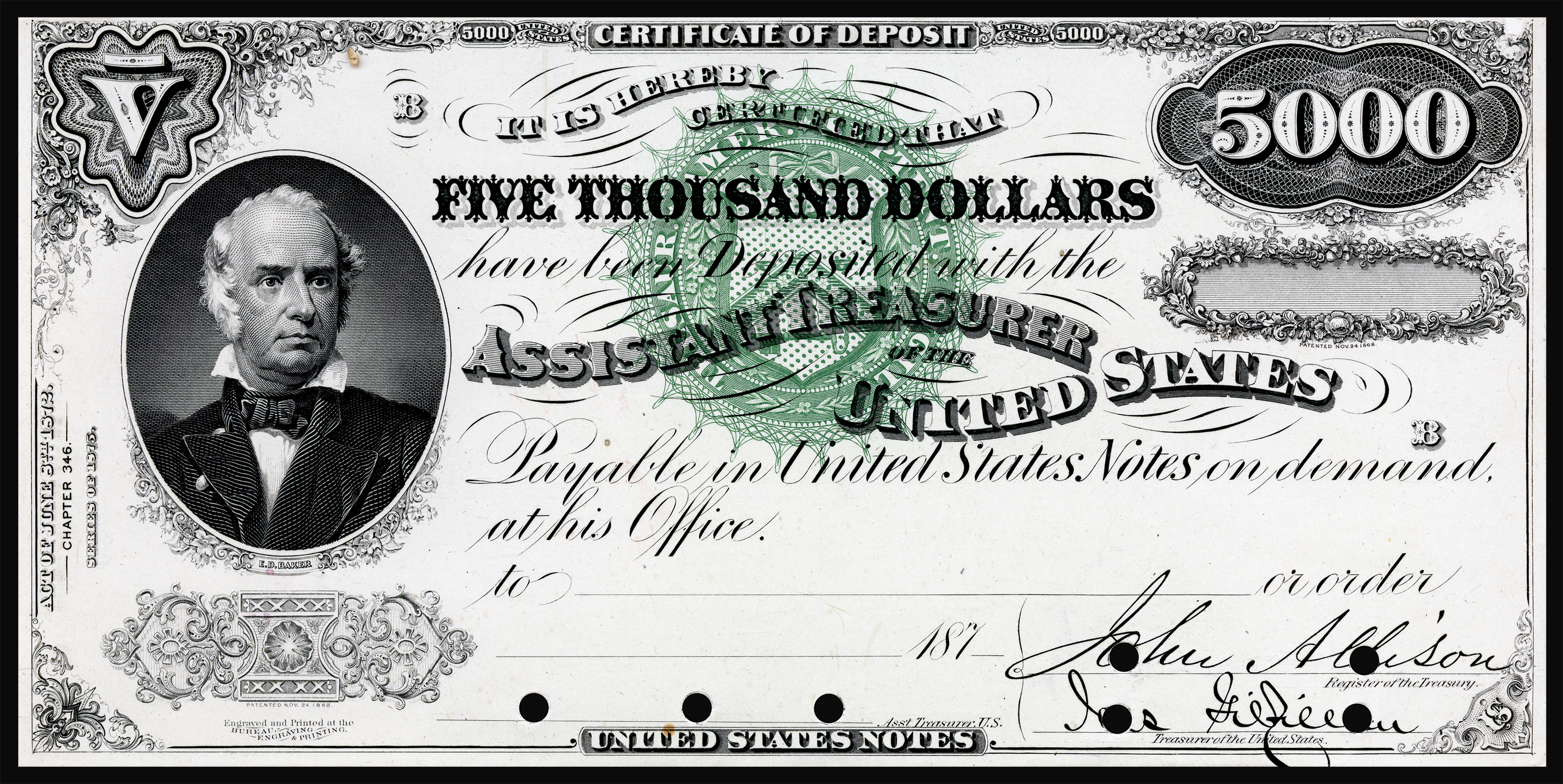
Baker képmása az 1875-ös kibocsátású $5000-os betéti jegyen.

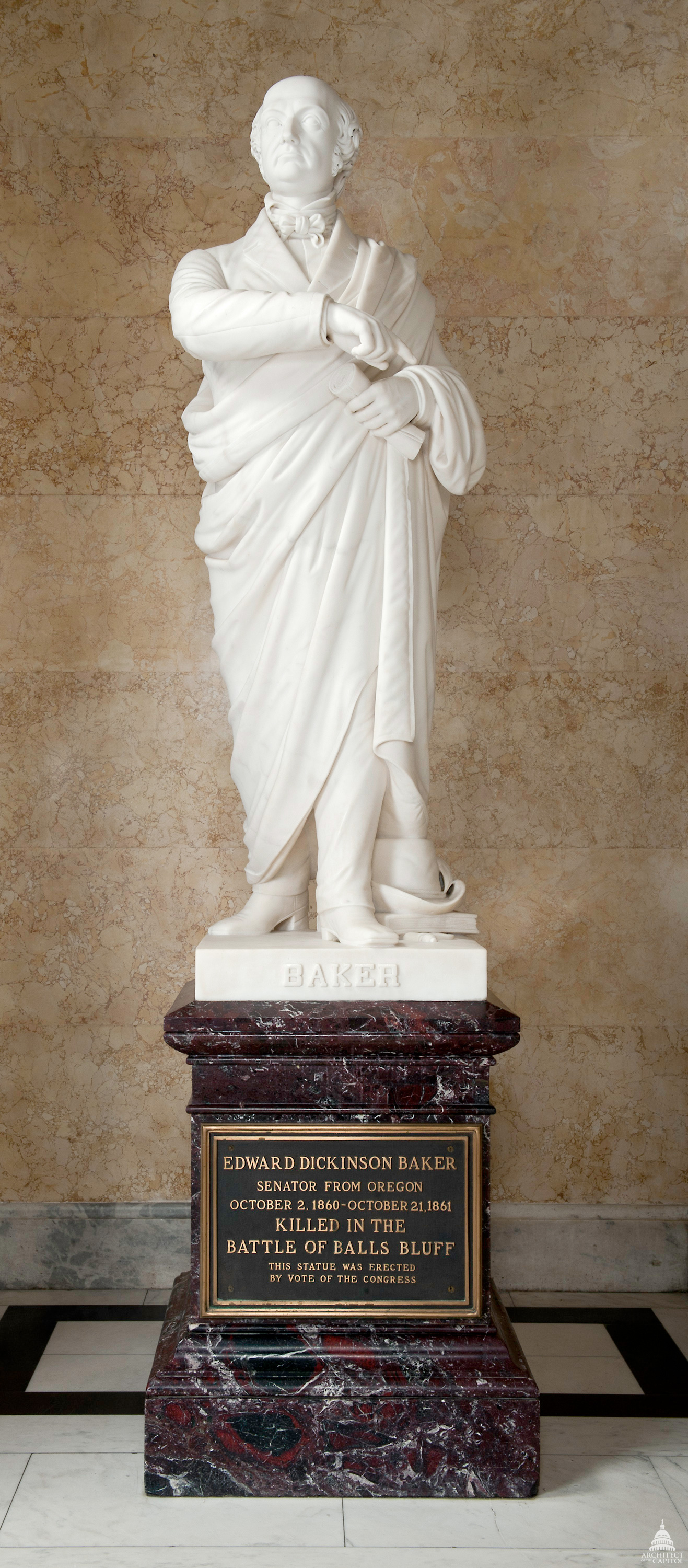
Baker szobra

Baker temetésén Mary Todd Lincoln orgonaszín árnyalatú ruhaösszeállítása, kesztyűje és kalapja felháborította Washingtonban a gyászoló tömeget, amely a tradicionális fekete szín várta el. Baker és férje közötti régi barátságot semmibe véve azzal vágott vissza nekik, hogy megjegyezte "Vajon Washington asszonyai minden megölt katona után elvárják, hogy gyászba öltsem magam ebben a nagy háborúban?" A Philadelphiában és New Yorkban megtartott temetési menetek után Baker földi maradványait a Northern Light gőzösön szállították át a Panama vasútig, majd onnan San Franciscóba a temetésre. A San Francisco National Cemetery temetőjében helyezték örök nyugalomra.

## Emlékezete
Baker egyszer magáról szólva azt mondta "igazi erősségem a parancsnoklási képesség, amivel emberetársaimat vezetem és igazgatom. Úgy érzem, bárhol el tudnám irányítani őket." Baker barátai azonban úgy gondolták, hogy igazi adottsága a szónoki képességében rejlett.[forrás?]
Halála sokkolta a washingtoni hivatalos köröket és kongresszusi bizottság alakításához vezetett. A Joint Committee on the Conduct of the War elnevezésű bizottság (Egyesített Hadvezetési Bizottság) a ball's bluffi vesztes ütközettel megkezdve vizsgálata alá vonta a háború megannyi mozzanatát, ahol a hadvezetés működéséből hűtlenség gyanújára lehetett következtetni. Az első vizsgálat tárgya Baker közvetlen parancsnoka, Charles P. Stone dandártábornok lett, akit érdemtelenül hurcoltak meg. Majdnem három évvel Baker halála után özvegye állami nyugdíjlistára került, 50 dollár állami támogatást kapott. A Képviselőház erről szóló határozata megtekinthető a Kongresszusi Könyvtár honlapján.
1861. május 8. és 1861. október 21., az ütközet napja között fia, Edward Jr. ideiglenes eltávozáson volt lovassági egységétől. Ezt az időt apja ezredénél, az ütközetben részt vevő 1. kaliforniai önkéntesezrednél töltötte. A háború kitörtekor Alfred fia azonnal bevonult és orvosi szolgálatait felajánlotta a kormánynak. Őrnagyi rangban tábori sebész lett a 71. pennsylvaniai ezrednél, apja ezredében és végigszolgálta a Virginia-félszigeti hadjáratot.

## Fordítás
- Ez a szócikk részben vagy egészben  az   Edward Dickinson Baker című angol Wikipédia-szócikk ezen változatának fordításán alapul.  Az eredeti cikk szerkesztőit annak laptörténete sorolja fel. Ez a jelzés csupán a megfogalmazás eredetét és a szerzői jogokat jelzi, nem szolgál a cikkben szereplő információk forrásmegjelöléseként.